# Werner Völlering
Werner Völlering (* 23. Juli 1961) ist ein mehrfach ausgezeichneter deutscher Lehrer.

## Wirken
Völlering unterrichtet Sozialwissenschaften und Katholische Religionslehre am Rupert-Neudeck-Gymnasium der Gemeinde Nottuln und bildet als Fachleiter für Sozialwissenschaften am Zentrum für schulpraktische Lehrerausbildung in Münster Lehramtsanwärter aus. Er ist außerdem Mitautor des Lehrwerkes „Dialog SoWi“. Werner Völlering lebt in Münster, ist verheiratet und Vater eines Kindes (Stand 2017).

## Auszeichnungen
- 2009: Preisträger „Demokratisch handeln in der Schule“[3]
- 2011: Preisträger „Demokratisch handeln in der Schule“[4]
- 2014: Deutscher Lehrerpreis in der Kategorie „Schüler zeichnen Lehrer aus“[5][6][7]
- 2017: Preisträger „Demokratisch handeln in der Schule“[8] - ausgezeichnet wurden verschiedene demokratiepädagogische Bausteine am Rupert-Neudeck-Gymnasium der Gemeinde Nottuln.